# Italiensk skovranke
Italiensk skovranke (Clematis viticella) er en slyngende lian med tynde grene. Som alle andre af Skovranke-slægten klatrer denne ved hjælp af bladstilkene. Hele planten er giftig.

## Beskrivelse
Barken er lysegrøn og furet, senere brun og blank, og til sidst lyst grålig og afskallende i lange strimler. Knopperne er modsatte, men ses først efter løvfald. Da er de udspærrede og "lasede" med tætte grå hår. 
Bladene er uligefinnede med ægformede, helrandede småblade. Bladene er mørkegrønne på oversiden og friskgrønne på undersiden. Blomsterne sidder enkeltvis i bladhjørnerne på lang stilk. De er blåviolette eller rødlige. Frugterne er næsten runde med en lang spids og kort, nøgen frøhale. Frøene modner kun sjældent i Danmark. Planten er formentlig fremmedbestøvet, hvad der kan forklare den ringe frøsætning. 
Rodnettet består af tykke hovedrødder, som er svagt forgrenede. 
Højde x bredde og årlig tilvækst: 4 x ? m (200 x ? cm/år), men den gennemsnitlige, årlige tilvækst ligger en hel del lavere, måske 40-50 cm. Målene kan anvendes ved udplantning.

## Hjemsted
Italiensk Skovranke er udbredt fra Iran og Tyrkiet over Kaukasus til Sydøst- og Sydeuropa. Den hører hjemme i ege-blandingsskovene, hvor den optræder som lian i krat, lysninger og skovbryn. 
Langs Kelkit-floden ved landsbyen Sugözü på sydsiden af de Pontiske bjerge findes arten i 600 m højde, hvor den indgår i kratbevoksninger (plantesamfundet Periploco graecae-Elaegnetum angustifoliae) sammen med bl.a. alm. brunelle, alm. rajgræs, enbo galdebær, engriflet hvidtjørn, græsk træranke, hunderose, Rubus canescens (en art af brombær), skarpbladet asparges, smalbladet sølvblad, strandloppeurt og Torillis arvensis (en art af randfrø)
| Portal | Portal:Botanik |

## Note
1. ↑  Fergan Karaer, Mahmut Kilinç, H. Güray Kutbay: The Woody Vegetation of the Kelkit Valley Arkiveret 5. juli 2017 hos  Wayback Machine (engelsk)